# Bộ Tài chính và Vật giá (Cuba)
Bộ Tài chính và Vật giá (tiếng Tây Ban Nha: Ministerio de Finanzas y Precios), là cơ quan chính phủ chịu trách nhiệm quản lý tài chính công của Cuba, bao gồm các chính sách về ngân sách, thuế, kho bạc, giá cả và tín dụng công.

## Lịch sử
Tổ chức này được gọi là Bộ Tài chính từ năm 1902 đến năm 1965. Từ năm 1965 đến năm 1976, Bộ này bị bãi bỏ và chức năng của nó được chuyển sang Ngân hàng Trung ương Cuba. Từ năm 1976 đến năm 1994, chức năng này được chuyển giao cho Ủy ban Tài chính Nhà nước. Cuối cùng, đến năm 1994, Ủy ban Tài chính Nhà nước sáp nhập với Ủy ban Vật giá Nhà nước để thành lập Bộ Tài chính và Vật giá như hiện nay.

## Bộ trưởng Bộ Tài chính thời kỳ 1902-1959
- José García Montes, Tháng 5 năm 1902 - Tháng 3 năm 1905[2][3]
- Juan Rius Rivera, Tháng 3 năm 1905 - Tháng 5 năm 1906[2]
- Ernesto Font Sterling, Tháng 5 năm 1906 - Tháng 9 năm 1906[2]
- Gabriel García Echarte, Tháng 9 năm 1906 - Tháng 1 năm 1909[2]
- Marcelino Díaz de Villegas, Tháng 1 năm 1909 - Tháng 7 năm 1909[2]
- Francisco de P. Machado, Tháng 8 năm 1910 - Tháng 4 năm 1911[2]
- Rafael Martínez Ortíz, Tháng 4 năm 1911 - Tháng 2 năm 1912[2]
- Manuel Gutiérrez Quirós, Tháng 2 năm 1912 - Tháng 5 năm 1913[2][3]
- Leopoldo Cancio, Tháng 5 năm 1913 - Tháng 12 năm 1920[2][3]
- Miguel Iribarren, Tháng 1 năm 1921 - Tháng 5 năm 1921[2]
- Sebastián Gelabert, Tháng 5 năm 1921 - Tháng 6 năm 1922[2][3]
- Manuel Despaigne Riverie, Tháng 6 năm 1922 - Tháng 4 năm 1923[2]
- Enrique Hernández Cartaya, Tháng 4 năm 1923 - Tháng 10 năm 1923[2]
- Carlos Portela, Tháng 2 năm 1924 - Tháng 5 năm 1925[2]
- Enrique Hernández Cartaya, Tháng 5 năm 1925 - Tháng 4 năm 1927[2][3]
- Santiago Gutiérrez Celis, Tháng 4 năm 1927 - Tháng 10 năm 1929[2]
- Mario Ruiz Mesa, Tháng 10 năm 1929 - Tháng 9 năm 1932[2]
- Octavio Averhoff, Tháng 12 năm 1932 - Tháng 8 năm 1933[2]
- Joaquín Martínez Sáenz, Tháng 8 năm 1933 - Tháng 9 năm 1933[2]
- Manuel Despaigne Riverie, Tháng 9 năm 1933 - Tháng 1 năm 1934[2]
- Joaquín Martínez Sáenz, Tháng 1 năm 1934 - Tháng 6 năm 1934[2]
- Manuel Despaigne Riverie, Tháng 10 năm 1934 - Tháng 6 năm 1935[2]
- Maximiliano Smith, Tháng 6 năm 1935 - Tháng 8 năm 1935[2]
- Ricardo Ponce, Tháng 8 năm 1935 - Tháng 5 năm 1936[2]
- Germán Wolter del Río, Tháng 5 năm 1936 - Tháng 10 năm 1936[2]
- Manuel Dorta Duque, Tháng 10 năm 1936 - Tháng 12 năm 1936[2]
- Eduardo I. Montoulieu, Tháng 12 năm 1936 - Tháng 3 năm 1937[2]
- Manuel Jiménez Lanier, Tháng 3 năm 1937 - Tháng 8 năm 1938[2]
- Amadeo López Castro, Tháng 8 năm 1938 - Tháng 10 năm 1938[2]
- Oscar García Montes, Tháng 10 năm 1938 - Tháng 5 năm 1939[2]
- Joaquín Ochotorena, Tháng 5 năm 1939 - Tháng 5 năm 1940[2]
- Andrés Domingo Morales, Tháng 10 năm 1940 - Tháng 7 năm 1941[2]
- Oscar García Montes, Tháng 7 năm 1941 - Tháng 2 năm 1942[2]
- Luis Vidal de la Torre, Tháng 2 năm 1942 - Tháng 4 năm 1942[2]
- Oscar García Montes, Tháng 4 năm 1942 - Tháng 6 năm 1942[2]
- Luis Vidal de la Torre, Tháng 6 năm 1942 - Tháng 7 năm 1942[2]
- José M. Irisarri Gamio, Tháng 7 năm 1942 - Tháng 9 năm 1942[2]
- Luis Vidal de la Torre, Tháng 9 năm 1942 - Tháng 9 năm 1942[2]
- Eduardo I. Montoulieu, ? – 1943 – 1944
- Manuel Fernández Supervielle, 1944 – 1946[3]
- Isauro Valdés Moreno, 1946 – 1948
- Antonio Prío Socarrás, 1948 – 1949[3]
- José M. Bosch, 1949 – 1951[4][5]
- José R. Alvarez Díaz, 1951 – 1952
- Marino López Blanco, 1952 – 1953[3]
- Gustavo Gutiérrez y Sánchez, 1953 – 1955
- Justo García Rainery, 1955 – 1958
- Alejandro Herrera Arango, 1958 – Tháng 1 năm 1959

## Bộ trưởng Bộ Tài chính từ sau năm 1959
- Raúl Chibás, 1959
- Rufo López-Fresquet, 1959 – 1960
- Rolando Díaz Aztaraín, 1960 – 1962
- Luis Álvarez Rom, 1962 – 1965
- Orlando Pérez Rodríguez, 1965 – 1973
- Raúl León Torrás, 1973 – 1976
- Francisco García Vals, 1976 – 1985
- Rodrigo García León, 1985 – 1993
- José Luis Rodríguez García, 1993 – 1995
- Manuel Millares Rodríguez, 1995 – 2003
- Georgina Barreiro Fajardo, 2003 – 2009
- Lina Olinda Pedraza Rodríguez, 2009 – 2019
- Meisi Bolaños Weiss, Tháng 1 năm 2019 – Tháng 4 năm 2023[6]
- Vladimir Regueiro, Tháng 4 năm 2023 – [7]